# Solid States
Solid States is een livealbum van de Britse band Radio Massacre International. Het werd uitgegeven als een officiële compact disc op hun eigen platenlabel Northern Echo Recordings. Het album bevat opnamen die zijn gemaakt tijdens concerten die de band gaf tijdens hun eerste tournee in de Verenigde Staten in november 2002. Een of meerdere stukken kwamen tot stand tijdens een live radioprogramma:
- 9 november 2002: Progwest festival in Claremont (Californië) in het Seeley-Mudd Auditorium
- 10 november 2002: Loyola Marymount Universiteit in Los Angeles via KXLU-FM
- 16 november 2002: The Gatherings in St. Mary's Church in Philadelphia (Pennsylvania)
- 17 november 2002: Radioprogramma Star's End van Chuck van Zyl, eveneens Philadelphia

## Musici
- Steve Dinsdale, Duncan Goddard, Gary Houghton – synthesizers, gitaar, basgitaar, slagwerk

## Muziek
| Nr. | Titel                                       | Duur  |
| --- | ------------------------------------------- | ----- |
| 1.  | Wrecks                                      | 18:43 |
| 2.  | Ants in the room                            | 8:17  |
| 3.  | Black cloud covering Claremont              | 8:38  |
| 4.  | The loneliness of the long distance drummer | 14:06 |
| 5.  | Ave at!/erm                                 | 26:53 |

| Nr. | Titel                                                           | Duur  |
| --- | --------------------------------------------------------------- | ----- |
| 1.  | I knew we were in trouble when they taught the machines to talk | 16:30 |
| 2.  | Delaware horsehoe crab                                          | 17:58 |
| 3.  | International mass                                              | 11:18 |
| 4.  | (Nov)embers                                                     | 33:01 |